# Dada Peng
Dada Peng (bürgerlich Mirko Klos, * 18. September 1974 in Dortmund) ist ein deutscher Fernsehmoderator, Singer-Songwriter und Autor.

## Leben
Nach einem Studium der Film- und Fernsehwissenschaften in Bochum begann Dada Peng seine Karriere als Tänzer an der Dortmunder Oper. Ab 1999 war er Fernsehmoderator bei der Kindersendung Das Tigerenten Clubhaus beim Kinderkanal. Danach moderierte er von 2000 bis 2002 im SWR-Fernsehen die tägliche Liveshow Yoyo Kids. Es folgten diverse CD-Veröffentlichungen (EMI) im Kinderliedbereich. Er arbeitete als TV-Formatentwickler und Drehbuchschreiber.
Daneben schrieb und komponierte Dada Peng Chansons und verfasste Gedichtbände. Er arbeitete als Chansonnier in Berlin, schrieb und interpretierte Neue Deutsche Chansons.
Als Singer-Songwriter und Buchautor sowie als Gastredner tritt er als Dada Peng regelmäßig zu Themenbereichen wie Hospizarbeit und Tod und Sterben auf. Im Fernsehen war er zu diesen Themen unter anderem im ZDF-Format plan b zu sehen.
Für sein Engagement wurde er 2014 in der Kategorie Medien und Öffentlichkeitsarbeit mit dem Ehrenpreis des Deutschen Hospiz- und PalliativVerbands ausgezeichnet.

## Veröffentlichungen
- Mein Buch vom Leben und Sterben. Gütersloh 2013. ISBN 978-3-579-06634-9.
- Scheiß aufs Schicksal. Über dein Glück entscheidest du. Gütersloh 2015. ISBN 978-3-579-07080-3.